# Hennin

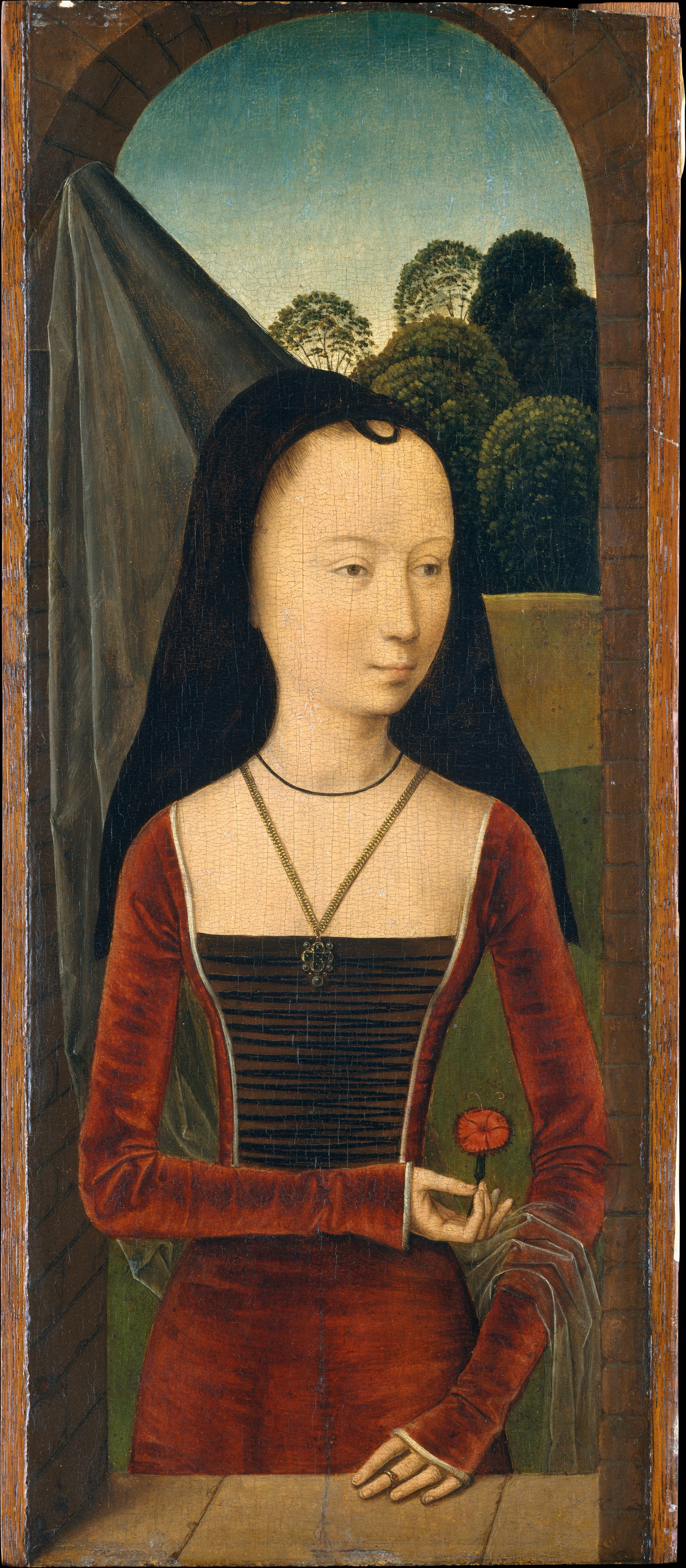
Hans Memling, jove, dona, en un Hennin cònica amb orelleres de vellut negre o vora i un vel pura, de la Alegorla de l'Amor Veritable, 1485-1490.

El hennin  fou una lligadura en forma de con, campana o con truncat usat a la baixa edat mitjana per les dones europees de la noblesa. Eren més comuns a Borgonya i França, però també en altres llocs, especialment a la cort anglesa, i al nord d'Europa, Hongria i Polònia. Eren poc utilitzats a Itàlia. La paraula hennin apareix registrada per primer cop en francès el 1428, probablement abans que s'utilitzés la forma cònica. La paraula no apareix en anglès fins al segle XVIII. El terme és usat per part d'alguns escriptors de moda per a altres tocats de dones de l'època.

## Tipologia en la història de l'art

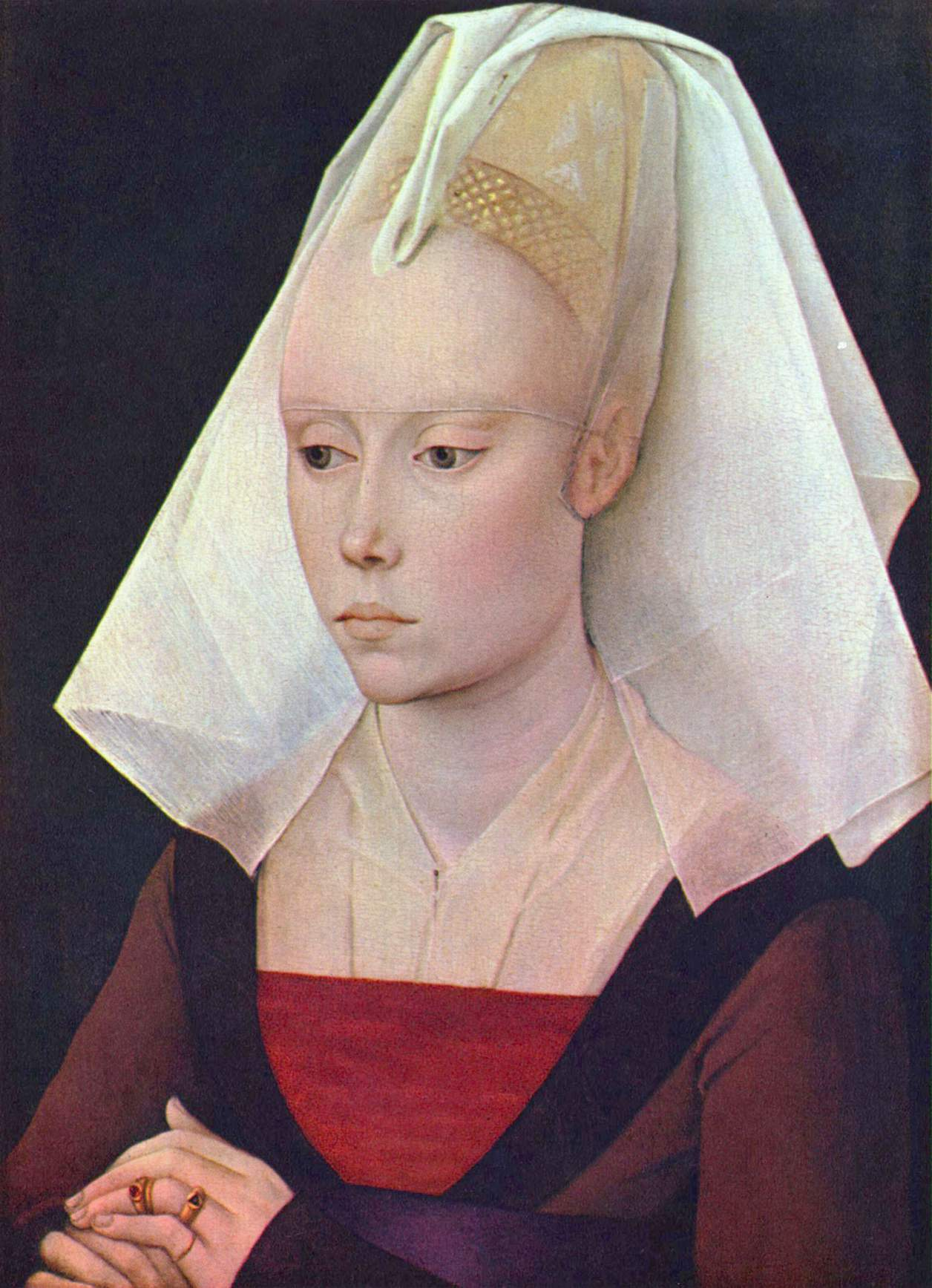
Rogier van der Weyden, retrat de dona amb hennin truncat anomenat còfia de Borgonya, 2n terç del segle XV.
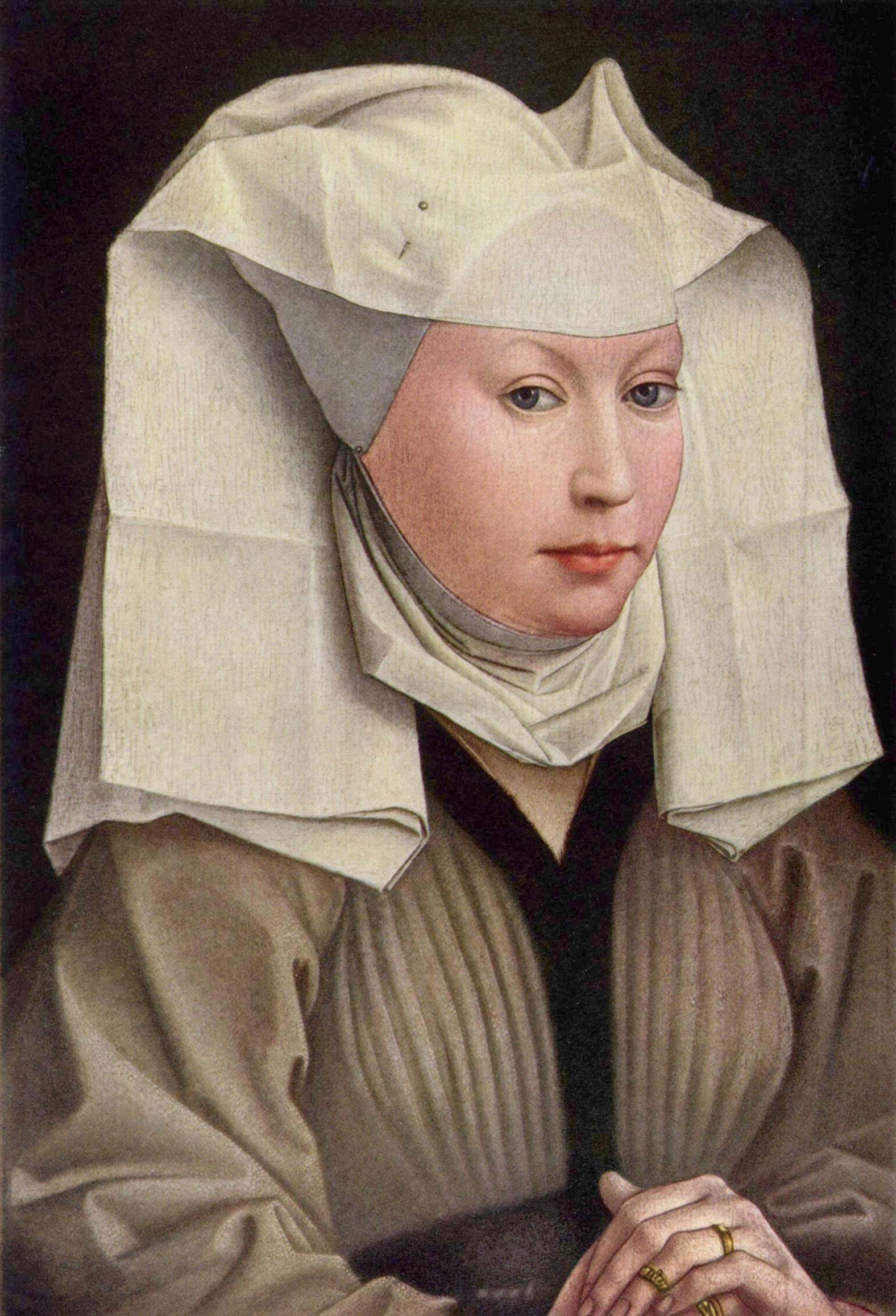
Rogier van der Weyden, retrat de dona jove amb hennin baix truncat cobert amb un drap, 1435-1440.
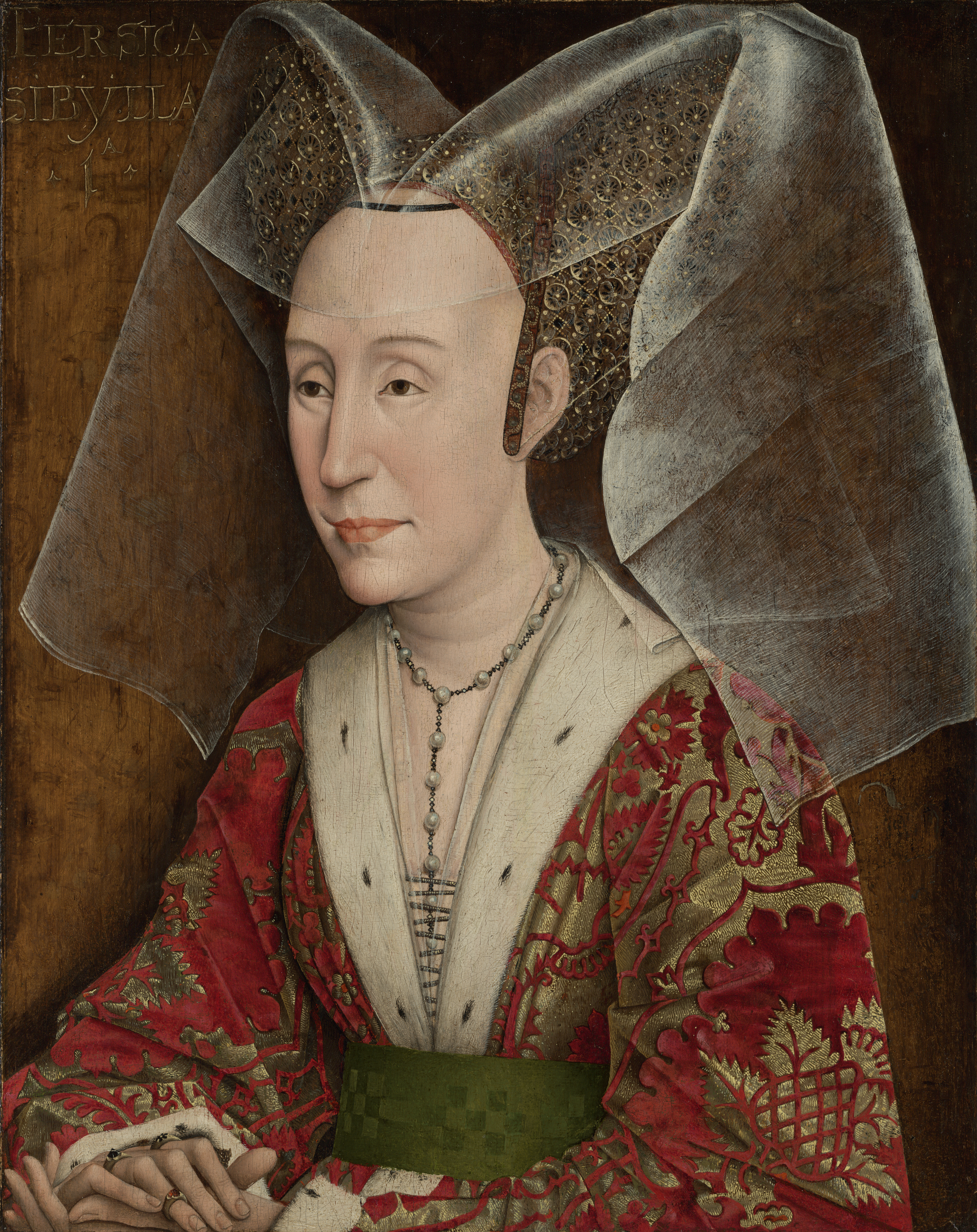
Retrat d'Isabel de Portugal còfia de doble hennin, còpia d'un retrat de mitjans del segle XV.
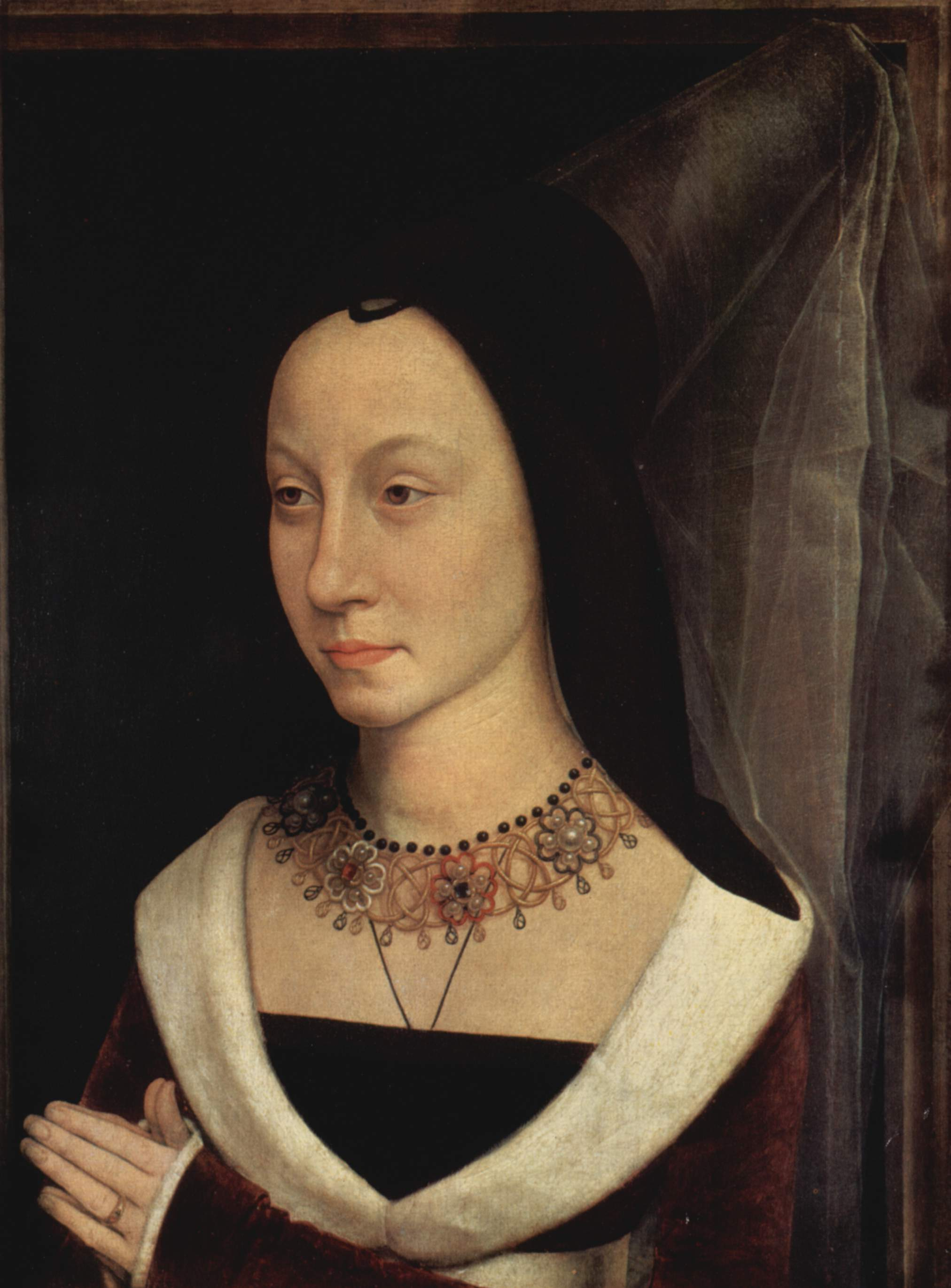
Retrat de Maria Portinari, 1470. Hennin alt truncat, amb un vel transparent llarg i un vel curt negre de vellut.
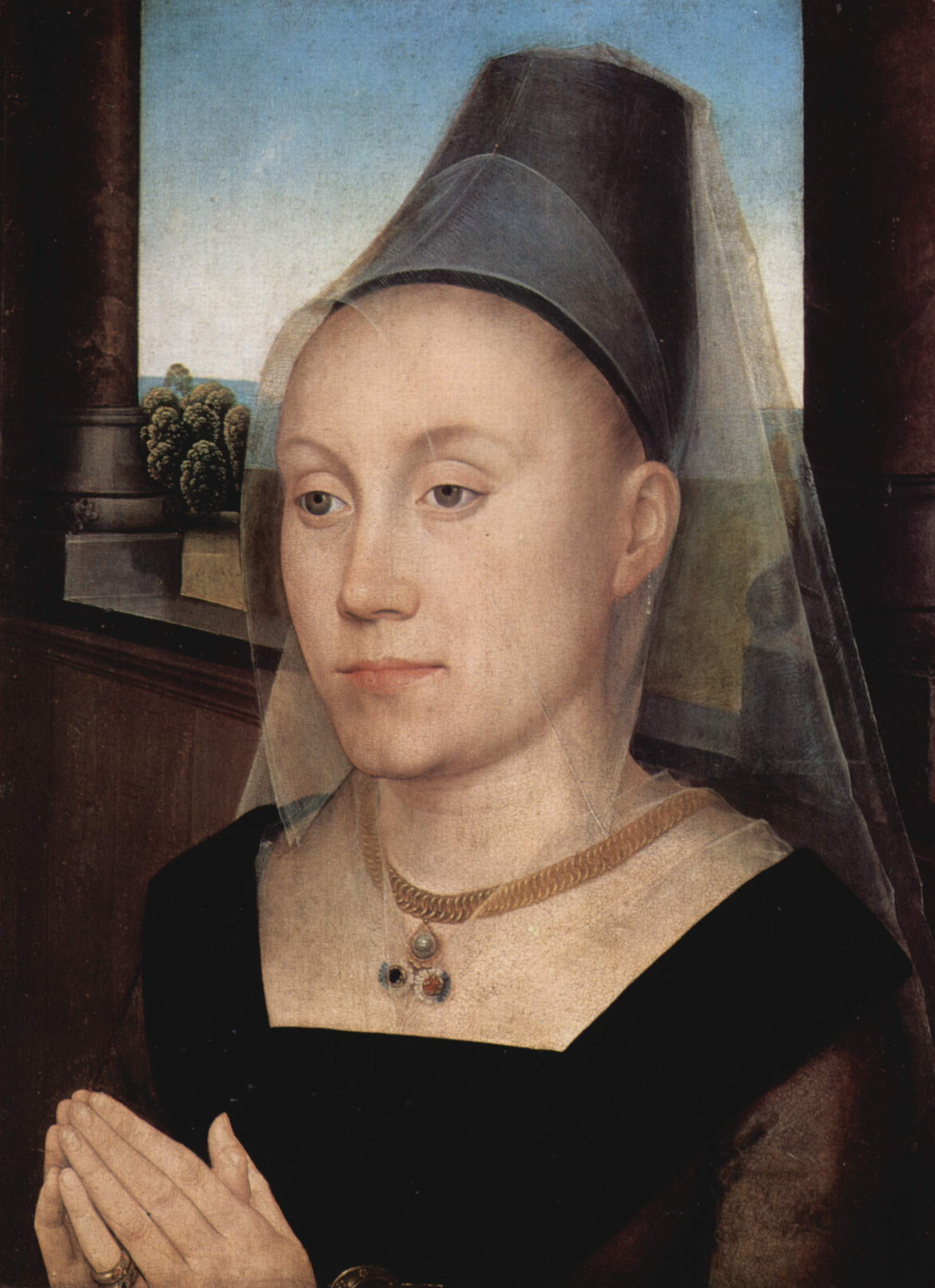
Hans Memling, retrat de Barbara van Vlaendenbergh, 1480. Hennin baix truncat.